# Instituto Cardenal Miranda
El Instituto de Liturgia, Música y Arte Cardenal Miranda se fundó en la Ciudad de México como la Escuela Superior de Música Sacra del Arzobispado de México por decreto del arzobispo Luis María Martínez. Como el Cardenal Miguel Darío Miranda Gómez impulsó la música sacra y culta y además apoyó incondicionalmente al instituto, el 18 de diciembre de 1969, en reconocimiento a su labor, se le puso su nombre.
En esta escuela se formaron músicos como: Ana Caridad Acosta, Juan Manuel Lara Cárdenas, Ramón Vargas, José Guadalupe Reyes, Juan Trigos, Joaquin A. Romero, Gustavo (Gus) Reyes, Jorge Alejandro Suárez Arias, Víctor Luna, Rodrigo Macias, Enrique Caballero, Luis Fernando Luna, Galo Durán, Luis Hilario Arévalo, Guillermo Nava, Gark Sepher, Ivan Ceja, Lamberto Retana, Rodrigo J. Escamilla Rosas, José Luis Hilario Herrera Castro, Daniel Villarreal, Víctor Ruiz Del Valle, Eduardo Barreda Castorena, Tere Perales, Franklin Quezada, Sergio Cano, Pepe Ocampo, Tere Marquez, Noemi Nicolau, Juan De Dios, Katia Sofia Sabah, Gerardo Matamoros, Erica Rocha, Rosa Villasenor, Adalberto Romero, Jaime Arturo Uribe, Enrique Chavez Vázquez, Miguel Salmon Del Real, José Angel Ramírez Ragoitia, Celso Camacho Barco, Alejandro Orozco, Patricia Del Rio, Daniel Wong y Humberto Caballero Solano, Alberto A. Ramírez S., entre otros.
En el 2016, el Instituto Cardenal Miranda desapareció, por orden del Cardenal Norberto Rivera y por operación del canónigo de la Catedral Metropolitana Ricardo Valenzuela. 
Este instituto fue dirigido por el Presbítero Xavier González Tescucano hasta el día de su muerte. Otros de sus directores fueron el maestro Víctor Luna Guarneros, y el último fue el maestro Juan Manuel Lara Cárdenas.